# Leptopeza rivosa
Leptopeza rivosa är en tvåvingeart som beskrevs av Jacques-Marie-Frangile Bigot 1888. Leptopeza rivosa ingår i släktet Leptopeza och familjen puckeldansflugor. Inga underarter finns listade i Catalogue of Life.